# 흑상어
흑상어(학명:Carcharhinus obscurus)는 흉상어목 흉상어과에 속하는 물고기이다. 몸길이는 4.2m가 되는 대형상어에 속한다.

## 특징과 먹이
흑상어는 슬림한 유선형의 몸체를 가지고 있으며 짧고 둥근 긴 낫의 가슴지느러미가 특징인 어종이다. 등지느러미는 2개이며 제1등지느러미가 매우 크고 가슴지느러미의 위에 위치하며 제2등지느러미는 작고 꼬리지느러미와 가까운 곳에 위치하고 있다. 제1등지느러미와 제2등지느러미의 사이에는 능선이 존재하며 희미한 표시지느러미로 식별이 가능하다. 영어권에서는 더스키 샤크(Dusky Shark)라는 이름으로 불리며 여름에는 기둥을 따라 좀 더 시원한 곳으로 이동하다가 겨울이 되면 따듯한 적도로 이동을 하는 회유성 어종이다. 사람에게 잠재적으로 위험하다고 여겨지는 상어이지만 사람을 공격했다는 보고가 매우 적으며 사람은 가급적 피하는 어종이다. 또힌 5개의 아가미가 상당히 긴 것도 특징이다. 위턱과 아래턱에는 13~15개의 이빨이 있으며 위턱의 치아는 특유의 넓은 삼각형 모양이고 아래턱은 좁고 똑바로 세렝된 이빨이다. 먹이로는 멸치, 정어리, 고등어, 가다랑어, 숭어 등의 어류들과 오징어와 같은 두족류에 갑각류, 무척추동물들을 다양하게 섭이하며 가끔 물개와 같은 해양 포유류나 바다거북을 습격해서 잡아먹기도 하는 육식성물고기에 속한다.

## 서식지와 산란기와 어획
흑상어의 주요한 서식지는 태평양, 대서양, 인도양의 모든 열대 해역이며 수심 10~80m의 연안이나 산호초 등이 가득한 대륙붕에 주로 서식하는 표해수대의 어류이다. 19°~28°의 수온을 선호하는 어종이며 산란기는 9월~2월까지의 가을과 겨울이다. 산란기에 수컷과 짝짓기로 수정을 받은 암컷은 22개월~24개월의 2년이란 임신 기간을 거쳐 1마리의 유어를 출산하는 난태생의 어류이다. 흑상어는 식용으로도 이용이 되는 어종인데 주로 수프, 고기, 회, 스쿠알렌으로 많이 먹고 사용이 되는 어종이다.

## 같이 보기
- 흉상어목
- 흉상어과